# Coraebosoma carteri
Coraebosoma carteri – gatunek chrząszcza z rodziny bogatkowatych, podrodziny Agrilinae i plemienia Coraebini.

## Taksonomia
Gatunek ten został opisany w 1931 przez A. B. Hoschecka.

## Opis
Spośród innych przedstawicieli rodzaju Coraebosoma chrząszcz ten wyróżnia się górną powierzchnią ciała ze zgrupowaniami szczecinek w małe łatki w liczbie kilku, głową i przedpleczem różówo-miedzianymi, a pokrywami czarnymi z ciemnoczerwono-miedzianym połyskiem oraz stosunkiem długości do szerokości ciała powyżej 2,9.

## Występowanie
Gatunek ten jest endemitem Filipin, znanym dotąd jedynie z wyspy Luzon.